# Рессин, Илья Залманович
Илья́ Залма́нович (Салма́нович) Ре́ссин (1 октября 1903 года, г. Чернигов — 27 февраля 1940 года) — советский политик, сотрудник госбезопасности. Нарком внутренних дел АССР Немцев Поволжья (1938). Депутат Верховного Совета РСФСР 1-го созыва, депутат Верховного Совета АССР Немцев Поволжья 1-го созыва. Входил в состав особой тройки НКВД СССР.

## Биография
Сын торговца дровами Залмана Эльевича Рессина. В 1916 году окончил 3 класса городского училища в Чернигове. С 13 лет работал на лесопильном заводе Гуркова в Чернигове — навальщик, накатчик, помощник станкового машиниста.
С января 1922 года по январь 1923 года — рядовой 1-й дивизии Червонного (красного) казачества в РККА.
С 1923 года в органах ГПУ. С 1 марта 1923 года по 1 августа 1925 года — сотрудник Черниговского губернского отдела ГПУ. С 1 августа 1925 года по январь 1928 года — сотрудник Нежинского окружного отдела ГПУ. Член ВКП(б) с 1928 г. С января 1928 года по 1 марта 1930 года — сотрудник Луганского окружного отдела ГПУ.
С 1 марта по 1 октября 1930 года — сотрудник Харьковского окружного отдела ГПУ. С 1 октября 1930 года по февраль 1930 года — начальник Экономического отдела (ЭКО) Харьковского оперативного сектора ГПУ. С февраля 1932 года по 1 марта 1933 года — начальник отделения ЭКО Харьковского областного отдела ГПУ.
С 1 марта 1933 года по июль 1934 года — начальник отделения ЭКО Днепропетровского областного отдела ГПУ. С июля 1934 года по январь 1937 года — начальник отделения ЭКО—КРО УГБ УНКВД Днепропетровской области, по 26 апреля — заместитель начальника 3 отдела УГБ УНКВД Днепропетровской области. С 26 апреля по 15 августа 1937 года — начальник отделения 5 отдела УГБ НКВД Украинской ССР.
С 15 августа 1937 года по 25 февраля 1938 года — заместитель наркома внутренних дел АССР Немцев Поволжья, и. о. наркома внутренних дел АССР Немцев Поволжья. С 25 февраля по 19 ноября 1938 года — нарком внутренних дел АССР Немцев Поволжья. Этот период отмечен вхождением в состав особой тройки, созданной по приказу НКВД СССР от 30.07.1937 № 00447 и активным участием в сталинских репрессиях.
С 29 мая 1938 года — капитан ГБ. 26 июня 1938 года выбран депутатом Верховного Совета РСФСР 1-го созыва от Марксштадтского избирательного округа АССР Немцев Поволжья.
Арестован 19 ноября 1938 года. Расстрелян по приговору ВКВС СССР 27 февраля 1940 г. Не реабилитирован.

## Награды
Орден Красной Звезды (1937).